# Aksel Steen
Aksel Severin Steen  (* 26. Juni 1849 in Kristiania; † 11. Mai 1915 ebenda) war ein norwegischer Meteorologe.

## Leben
Nach seinem Studium, das er als Candidatus realium abschloss, war er bis zu seinem Tod am Norwegischen Meteorologischen Institut in Kristiania tätig. Im Jahr 1900 wurde er Stellvertreter des Direktors Henrik Mohn, dem er 1913 im Amt folgte.
1882/1883 leitete er die von Norwegen im Rahmen des Ersten Internationalen Polarjahrs eingerichtete Forschungsstation in Bossekop. Er übernahm die wissenschaftliche Bearbeitung der geomagnetischen Messungen nach Fridtjof Nansens Fram-Expedition 1893–1896, Otto Sverdrups Zweiter Fram-Expedition 1898–1902, Roald Amundsens Durchfahrung der Nordwestpassage mit der Gjøa 1903–1906 und Amundsens Fram-Expedition zum Südpol 1910–1912.